# Colegio de San Prudencio
El colegio de San Prudencio es un conjunto de edificios, un monasterio, una iglesia y un colegio, de Talavera de la Reina, Toledo, España, protegidos bajo la figura de Bien de Interés Cultural, desde el 20 de mayo de 1992. Este conjunto se conoce con este nombre tras la instalación en ellos del Asilo de San Prudencio por la Fundación Aguirre en 1909.

## Descripción
El monasterio, llamado indistintamente de San Jerónimo o Santa Catalina, fue fundado por el arzobispo de Toledo Pedro Tenorio en 1397 y entregado a los frailes de la orden de San Jerónimo. Es un edificio de planta cuadrada con patio interior que hacía las funciones de claustro de arcos rebajados de estilo gótico.
La iglesia fue comenzada en 1455 e inaugurada en 1469. En 1536 se amplió con la construcción de una nueva Capilla Mayor y una Sacristía de planta octogonal de estilo renacentista. Durante la construcción la capilla amenazó con venirse abajo por lo que fue llamado Juan de Herrera para resolver los problemas de edificio aunque quedaron grandes grietas que siguen siendo visibles. En 1624 se reconstruyó el cuerpo de la nave con una arquitectura más sencilla que la de la cabecera. Destaca en su interior la escalera que da acceso al coro, volada, apoyada únicamente en la pared.
El Colegio de San Prudencio es un edificio de estilo mudéjar del siglo XV de planta rectangular.

## Historia
El monasterio fue regentado por la orden de San Jerónimo hasta 1835, que con la desamortización de Mendizábal fue cerrado, dividido en lotes y vendido. Los edificios tuvieron un uso diverso hasta que en 1882 fueron cedidos a la Compañía de Jesús. En 1909 la Fundación Aguirre compró a los jesuitas los edificios para instalar en ellos un asilo y colegio para niños pobres. La adecuación del edificio corrió a cargo del arquitecto Vicente Sáenz Vallejo, padre del afamado arquitecto Francisco Javier Sáenz de Oíza, abriendo sus puertas en 1913.